# مارن ميتلاند (ممثل)
مارن ميتلاند (بالإنجليزية: Marne Maitland)‏ هو ممثل هندي وبريطاني (وحمل سابقاً جنسية الراج البريطاني والمملكة المتحدة لبريطانيا العظمى وأيرلندا)، ولد في 1 مايو 1920 بكلكتا في الهند، وتوفي في 1 ديسمبر 1991 بتاين ووير في المملكة المتحدة.

## أعمال

### أفلام
- (1963) كليوباترا[4][5][6]
- (1966) الخرطوم
- (1969) آن ذات الألف يوم
- (1974) الرجل ذو المسدس الذهبي
- (1974) موسى
- (1987) بطن مهندس معماري

## وصلات خارجية
- مارن ميتلاند على موقع IMDb (الإنجليزية)
- مارن ميتلاند على موقع ألو سيني (الفرنسية)
- مارن ميتلاند على موقع أول موفي (الإنجليزية)
- مارن ميتلاند على موقع قاعدة بيانات الأفلام السويدية (السويدية)
- مارن ميتلاند على موقع قاعدة بيانات الفيلم (الإنجليزية)
- مارن ميتلاند على موقع كينوبويسك (الروسية)